# Melanophthalma angulata
Melanophthalma angulata is een keversoort uit de familie schimmelkevers (Latridiidae). De wetenschappelijke naam van de soort werd in 1871 gepubliceerd door Thomas Vernon Wollaston.